# Lake Junaluska
Lake Junaluska és una concentració de població designada pel cens dels Estats Units a l'estat de Carolina del Nord. Segons el cens del 2000 tenia 2.675 habitants.

## Demografia
Segons el cens del 2000, Lake Junaluska tenia 2.675 habitants, 1.262 habitatges i 861 famílies. La densitat de població era de 186,8 habitants per km².
Dels 1.262 habitatges en un 18,1% hi vivien nens de menys de 18 anys, en un 58,3% hi vivien parelles casades, en un 7,8% dones solteres, i en un 31,7% no eren unitats familiars. En el 29,5% dels habitatges hi vivien persones soles el 14,3% de les quals corresponia a persones de 65 anys o més que vivien soles. El nombre mitjà de persones vivint en cada habitatge era de 2,12 i el nombre mitjà de persones que vivien en cada família era de 2,57.
Per edats la població es repartia de la següent manera: un 16,2% tenia menys de 18 anys, un 5,7% entre 18 i 24, un 20,6% entre 25 i 44, un 29,4% de 45 a 60 i un 28,1% 65 anys o més.
L'edat mediana era de 50 anys. Per cada 100 dones de 18 o més anys hi havia 82,1 homes.
La renda mediana per habitatge era de 46.932 $ i la renda mediana per família de 54.444 $. Els homes tenien una renda mediana de 38.224 $ mentre que les dones 29.219 $. La renda per capita de la població era de 23.031 $. Entorn del 4,2% de les famílies i el 8,7% de la població estaven per davall del llindar de pobresa.

## Poblacions més properes
El següent diagrama mostra les poblacions més properes.